# Afrolicania
Afrolicania is een geslacht uit de familie Chrysobalanaceae. Het geslacht telt een soort die voorkomt in West- en westelijk Centraal-Afrika.

## Soorten
- Afrolicania elaeosperma Mildbr.